# 지니어스 (영화)
《지니어스》(영어: Genius)는 2016년 공개된 영국과 미국의 합작 전기 드라마 영화이다. 마이클 그랜디지가 감독, 존 로건이 각본을 맡았으며, 1978년 A. 스콧 버그의 전기문 《Max Perkins: Editor of Genius》를 원작으로 한다.

## 배역
- 콜린 퍼스 - 맥스웰 퍼킨스 역
- 주드 로 - 토머스 울프 역
- 니콜 키드먼 - 앨린 번스타인 역
- 도미닉 웨스트 - 어니스트 헤밍웨이 역
- 가이 피어스 - F. 스콧 피츠제럴드 역
- 로라 리니 - 루이스 샌더스 역
- 버네사 커비 - 젤다 피츠제럴드 역